# Сейлер, Матьё
Матьё Сейлер (нем. Mathieu Seiler, 1 января 1974, Цюрих, Швейцария) — швейцарский режиссёр, номинант национальных и международных фестивалей.

## Биография
Матьё Сейлер родился 1 января 1974 года в Цюрихе, Швейцария. Учился с 1981 по 1991 год в Школе Рудольфа Штейнера (относится к числу Вальдорфских школ). Изучал самостоятельно киноиндустрию, режиссуру кино и создание сценария. Стажировался в Schauspielhaus Zürich и Государственном театре Базеля в качестве ассистента театрального режиссёра Вернера Дюггелина в пьесах Генрика Ибсена и Поля Клоделя.
Свою творческую биографию сам режиссёр отсчитывает с полнометражного фильма «Старая фабрика» (нем. «Die alte Fabrik», 1991), снятого на камеру Супер 8. После этого Матьё Сейлер поставил несколько короткометражных фильмов.
В возрасте девятнадцати лет приступил к съёмкам фильма «Подарок Стефании». Двенадцатилетняя героиня фильма не хочет учиться, прогуливает занятия в школе и находится в конфликте со своими родителями. Столкновение с жестокой реальностью и сексуальные комплексы разрушают её психику и приводит к смерти. Мрачная сюрреалистическая стилистика фильма, снятого на чёрно-белую плёнку, шокировала зрителей. Реакция многих из них была резко негативной. Сам режиссёр позже вспоминал, что толпа негодующих зрителей на фестивале в Золотурне окружила его, а он успокаивал себя: «К счастью, у них нет помидоров». Кинокритик Паскаль Блум интерпретировал фильм как «историю побега в сновидение и мир запретных желаний». Режиссёр говорил, что фильм вдохновлён романом «Лолита» Владимира Набокова и фильмами Луиса Бунюэля, а «смерть этой девочки является более красивой, чем её жизнь». Главную роль в фильме и до настоящего времени единственную в кино сыграла певица и модель Soraya Da Mota. Фильм был закончен в 1995 году, но впервые был представлен только 7 сентября 1996 года на Международном кинофестивале в Торонто. Также он был представлен во внеконкурсной программе фестивалей в Сан-Себастьяне, Роттердаме, Карловых Варах, Палм-Спрингс и Праге, на Max Ophüls Festival.
Фильм «Orgienhaus» (2000) с успехом демонстрировался в конкурсной программе международных кинофестивалей в Боготе, Стокгольме и на Max Ophüls Festival. Несмотря на успех у кинокритиков фильм получил низкие оценки зрительской аудитории.
Эффектным видеорядом отличаются короткометражный фильм «Девочка на красном диване» (англ. «Girl on Red Couch», 2008, посвящённый разрушительному влиянию массовой культуры на детскую психику) и музыкальный клип «Ich Hab Die Schnauze Voll Von Rosa» (совместно с режиссёром Сарой Кларой Вебер (нем. Sarah Clara Weber, посвящён проблемам взросления детей).
В 2012 году Матьё Сейлер снял полнометражный триллер «Путешествие» (нем. «Der Ausflug»), представленный в конкурсной программе на Международном фестивале фантастических фильмов в Невшателе. Супружеская пара с дочерью и родственницей отправляются на семейный пикник в Бранденбургский лес. Во время странного сна, охватившего их, исчезает глава семейства, а остальные вскоре оказываются в загадочном доме, где их противником становится живущий там оборотень. Фильм вызвал противоречивую оценку. Некоторые критики отмечали пробуксовку сюжета, «плохо написанные и абсолютно нереальные диалоги, которые произносятся актёрами со странной искусственностью», второстепенность действия при бесспорно оригинальном визуальном решении. Некоторые — оценивали фильм как вариации на классическую немецкую сказку, интерпретированную на границе нуара и фильма ужасов, отмечали достоверность образов, созданных актрисами.
В 2014 году Матьё Сейлер снял полнометражный чёрно-белый триллер «В ожидании настоящей любви» (в другом переводе — «Верный путь к любви», нем. «True Love Ways»). Молодой человек, желая произвести на свою девушку, которая постепенно теряет к нему интерес, сильное впечатление, заключает сделку с незнакомым ему человеком о её похищении. Сам он в соответствии с договором должен стать её спасителем из рук похитителей. События, однако, разворачиваются самым необычным и кровавым образом. Фильм имеет успешный коммерческий прокат, положительно оценён кинокритиками. Он вызвал значительный интерес на фестивале в Невшателе. Кинокритики сравнивали фильм с «Дневной красавицей» Бунюэля, отмечают что главная героиня фильма «В ожидании настоящей любви» является тёзкой героини испанского режиссёра. Режиссёр говорил о фильме: «Фильмы ужасов... обычно показывают чёткое разделение добра и зла. Они смешиваются в моем фильме».

## Особенности творчества
Снимает как чёрно-белые (которые особо выделяет в своём творчестве), так и цветные фильмы. Режиссёр считает свои фильмы автобиографичными, часто наделяет своих героев собственными комплексами и проблемами. Предпочитает делать главными персонажами своих фильмов женщину («потому что её красота завораживает» зрителя и заставляет сопереживать героине). В фильмах много крупных планов и неожиданных ракурсов.
Швейцарский режиссёр уже десять лет живёт в Берлине. При этом, он общается и работает в основном со швейцарскими кинематографистами. Он утверждает, что в его сознании постепенно формируются отдельные сцены и отдельные картины, которые похожи на серии фотоснимков. На основе подобных образов он снимает свой кинофильм. Обычно он свободно смешивает различные эпохи в своём фильме — персонажи используют современную видеотехнику, мобильную телефонию, но ездят на машинах 60-х годов. Часто действие его фильмов напоминает театральную постановку. Он сознательно замедляет действие фильма в его начале, а затем начинает ускорять ближе к финалу. Обычно режиссёр представляет свои фильмы на фестивалях, рассчитывая на более успешную их прокатную судьбу.
Среди источников своего вдохновения Матьё Сейлер называет творчество Микеланджело Антониони и особенно его фильм «Фотоувеличение», фильмы Романа Полански, французскую «новую волну», картины Огюста Ренуара, фотографии Дэвида Гамильтона и Ирины Ионеско. Отвергает близость своих фильмов с итальянскими giallo. Режиссёр утверждает, что некоторые фильмы он посмотрел по пятьдесят раз («Психо» Альфреда Хичкока и «Дневная красавица» Луиса Бунюэля). В своих фильмах сочетает сюрреалистические мотивы, детективную интригу и чёрный юмор. Утверждает, что подобное сочетание противоположных жанров и стилей необходимо, как наличие отца и матери для ребёнка.
Режиссёр приобрел репутацию бескомпромиссного «еnfant terrible» современного швейцарского кино.

## Фильмография
| Год  | Фильм                                                                           | Режиссёр | Сценарист | Продюсер | Награды и номинации |
| ---- | ------------------------------------------------------------------------------- | -------- | --------- | -------- | --- |
| 1991 | Старая фабрика (Die alte Fabrik, Швейцария, 80 минут)                           | Да       |           |          | |
| 1992 | Утро (Der Morgen, Швейцария, 5 минут)                                           | Да       |           |          | |
| 1993 | Orangen (Швейцария, 22 минуты)                                                  | Да       |           |          | |
| 1995 | Подарок Стефании (нем. Stefanies Geschenk, Швейцария, 65 минут)                 | Да       | Да        |          | |
| 2000 | Orgienhaus                                                                      | Да       | Да        |          | Bogota Film Festival 2001 — номинация в категории «Лучший фильм», Max Ophüls Festival 2001 — номинация на Max Ophüls Award, Stockholm Film Festival 2000 — номинации для исполнителей главных ролей на Bronze Horse |
| 2006 | Hoch Genug (Швейцария, 26 минут)                                                | Да       | Да        |          | |
| 2008 | Девочка на красном диване (Girl on Red Couch, Швейцария, Германия, 8 минут)     | Да       |           |          | |
| ...  | Ich Hab Die Schnauze Voll Von Rosa (Швейцария, Германия, видеоклип, 3,5 минуты) | Да       |           |          | |
| 2012 | Путешествие (Der Ausflug, Швейцария, Германия, 91 минута)                       | Да       | Да        |          | Neuchâtel International Fantasy Film Festival 2013 — номинация в категории «Лучший фильм» |
| 2014 | В ожидании настоящей любви (нем. "True Love Ways", Германия, 95 минут)          | Да       | Да        | Да       | Hof International Film Festival 2014 — номинация в категории German Cinema New Talent Award |